# The Man and the Journey
《The Man and the Journey》는 핑크 플로이드가 1969년 라이브 공연에서 선보인 컨셉츄얼 음악의 한 부분이다. 공개되지 않았던 노래를 비롯하여 Music from the Film More와 Ummagumma에 수록된 노래, 그룹 초기의 노래들도 포함되어 있다. The Man과 The Journey 두 앨범 분량을 하나로 통합한 형태이다. 이 공연에서는 톱질을 하면서 탁자를 만든다거나 무대 위에서 애프터눈 티를 마시는 등 시각적인 퍼포먼스 요소도 함께 행해졌다.

## 트랙 목록 (1969년 암스테르담 공연 기준)
파트 I: The Man
1. "Daybreak, Pt. I" ("Grantchester Meadows", Ummagumma) – 8:09
2. "Work" (타악기를 치면서 실로폰을 리듬에 맞춰 톱질하거나 망치로 두들김) – 3:50
3. "Teatime" (이 차례에 핑크 플로이드가 차를 내온다)
4. "Afternoon" ("Biding My Time", Relics) – 5:15
5. "Doing It!" ("The Grand Vizier's Garden Party (엔터테인먼트)" [6:12 앞], Ummagumma, 일부 공연에서는 "Up the Khyber" [More]와 초기 "Heart Beat Pig Meat" [Zabriskie Point]의 결합으로 진행된다) – 3:49
6. "Sleep" ("Quicksilver", Music from the Film More) - 4:40
7. "Nightmare" ("Cymbaline", More) – 8:57
8. "Daybreak, Pt. II" ("Grantchester Meadows"의 반주 리프라이즈, 알람 시계 효과음도 나온다) – 1:13

파트 II: The Journey
1. "The Beginning" ("Green Is the Colour", Soundtrack from the Film More) – 4:49
2. "Beset By Creatures of the Deep" ("Careful with That Axe, Eugene") – 6:18
3. "The Narrow Way" ("The Narrow Way Pt. 3", Ummagumma) – 5:09
4. "The Pink Jungle" ("Pow R. Toc H.", The Piper at the Gates of Dawn, 일부 공연에서는 "Nick's Boogie"와 비슷한 연주가 나온다) – 4:49
5. "The Labyrinths of Auximines" ("Interstellar Overdrive"의 일부, The Piper at the Gates of Dawn, 메인 반복절이 아닌 중간 부분이 반복절로 연주된다) – 6:34
6. "Behold the Temple of Light" (이 부분에서는 "The Narrow Way, part 3" 전에 몇 초 동안 Ummagumma의 크게 확장된 일부를 들을 수 있다) – 5:28
7. "The End of the Beginning" ("A Saucerful of Secrets, Pt. IV - Celestial Voices" [8:38 앞], A Saucerful of Secrets) – 6:14

이 트랙 목록은 여러 공연 사례 중의 하나이다. 가끔씩 "Doing It"의 차례에 "Up the Khyber"와 "Syncopated Pandemoneum" ("A Saucerful of Secrets"의 파트 2 - 투어의 첫 공연에서 연주), 또는 "Party Sequence"로 바꿔 공연하기도 하였다. "The End of the Beginning"의 경우 가끔씩 "A Saucerful of Secrets"의 또 다른 부분인 "Storm Signal"로 공연하기도 하였다.

## 같이 보기
- The Man and The Journey Tour